# David Wiberg
Nils David Wiberg (* 19. August 1973 in Lund) ist ein schwedischer Künstler, Illustrator und Schauspieler (Komiker).
Der Öffentlichkeit ist Wiberg als Mitglied des Varantheaters und einiger Comedy-Sendungen im schwedischen Fernsehen bekannt. Er ist zudem Architekt und Illustrator. Wiberg arbeitet gerne mit einer Mischtechnik aus traditionellem Handwerk und digitaler Technologie und hat auch Grafiken für Musikvideos entworfen.
Zusammen mit Erik Wingqvist und Henrik Öreberg gewann er 2006 die Silbermedaille in der Kategorie „Bildschirmbasiertes Grafik-Design und Illustration“ des Kolla!Pris für ein Video der Brainpool-Gruppe. Neben anderen Bands arbeitete Wiberg mit Suburban Kids with Biblical Names. 2006 arbeitete Wiberg als Art Director und Grafikdesigner für die TV-Sendung Robins Robins im schwedischen Fernsehen.
Vor allem im südschwedischen Schonen hatte Wiberg Kunstausstellungen. Er war Mitwirkender am Hotell Gyllene Knorren Kalender 2010.
Internationale Bekanntheit erlangte er 2014 durch die Rolle des „Benny“ in Der Hundertjährige der aus dem Fenster stieg und verschwand. 2016 war er auch in der Fortsetzung Der Hunderteinjährige, der die Rechnung nicht bezahlte und verschwand zu sehen.